# Yulon Motor
Yulon Motor Co., Ltd. (chinois : 裕隆汽車) est un constructeur automobile et importateur taïwanais. Le plus grand constructeur automobile de Taïwan en 2010, Yulon est connu pour la construction de modèles Nissan sous licence.

## Histoire
Fondée en septembre 1953 en tant que société de machines par Ching-Ling Yen, aujourd'hui Yulon Motor Co, Ltd. fait partie du groupe Yulon, un conglomérat taïwanais.
L'entreprise est associée à la création d'une industrie automobile taïwanaise aidée par son gouvernement. Ce modèle est à nouveau réalisé par Proton de Malaisie. Au cours des années 1953-1960, une ère de « protection passive » a régné et Yulon s'est développée avec l'aide de tarif de protections de 40 à 60 %. Les pièces et les composants ont reçu des droits de douane nettement inférieurs pour aider les constructeurs automobiles naissants.
Très tôt, Yulon cherche des partenaires étrangers, mais ce n'est qu'en 1956 qu'une entreprise américaine, Willys, accepte de partager sa technologie. L'année suivante, Yulon entame un partenariat durable avec Nissan.
La romanisation originale du nom de la société est Yue Loong, mais en 1992, la société renouvelle son logo et est passée au nom plus court de Yulon. Historiquement, c'est l'un des « quatre grands » constructeurs automobiles de Taïwan. Au fil du temps, la société a évolué en tant que société holding qui englobait plusieurs entités publiques telles que Yulon-Nissan Motor, Yulon Financial, Yulon Rental, Carnival Industrial Corporation et autres. Le groupe a actuellement une rivalité avec Hotai Motor Group en tant que deux plus grandes entreprises automobiles taïwanaises.
Yulon crée une nouvelle marque pour vendre des voitures auto-conçues, Luxgen, en 2010. En 2017, il avait un chiffre d'affaires de 99 milliards de dollars NT (3,4 milliards de dollars américains) et environ 12 680 employés.